# 甜心櫻桃
甜心櫻桃是歐洲甜櫻桃的一個品種，由加拿大當地的櫻桃品種雜交而來。

## 歷史
甜心櫻桃品種於加拿大不列顛哥倫比亞省桑墨地區的加拿大農業研究站開發。該雜交種於1975年開始研發，1994年正式對外發布該品種研發成功。此後，甜心櫻桃也被用作為幾個新品種的親本品種，而這些新開發的品種包含了思加圖櫻桃、塔斯櫻桃和君主櫻桃。而美國園藝科學協會也於2012年授予甜心櫻桃傑出水果品種獎。

## 型態
甜心櫻桃的果實甜度佳、硬度高，呈心形狀，大小適中，果肉呈紅色，果皮則呈暗紅色。另外，其可以自花授粉。甜心櫻桃樹的高度通常為2到3公尺，全年都具有高度的觀賞性。在春天時，深綠色葉子背面可開出粉紅色或白色的花朵，夏天時會結出果實，秋天時則長出橙色和紅色的葉子。

## 營養成分
甜心櫻桃的果皮和果實內含有花青素，使其具有類抗氧化劑的特性，可以減少炎症並保護細胞免受自由基損傷。另外，其也富含著維生素A和C，可增強免疫系統，增加皮膚內膠原蛋白的生成，並維持健康的器官功能。

## 生產及應用
甜心櫻桃的產地為美國、加拿大及英國，產期十分長，但較其它品種的櫻桃晚熟。另外，甜心櫻桃除了作水果食用外，也可以用來製作菜餚，或加工製成果醬、果凍和零食。

## 病害
甜心櫻桃樹在部分地區可能會染上白粉病。